# Pseudopolydora reishi
Pseudopolydora reishi är en ringmaskart som beskrevs av Woodwick 1964. Pseudopolydora reishi ingår i släktet Pseudopolydora och familjen Spionidae. Inga underarter finns listade i Catalogue of Life.